# Tetrametilsilano

El tetrametilsilano (abreviado como TMS) es el compuesto químico cuya fórmula es Si(CH3)4. Es el tetraorganosilano más sencillo. Como todos los silanos, la geometría del TMS es tetraédrica. El TMS es un bloque de construcción en la química organometálica pero también encuentra uso en diversas aplicaciones.

## Síntesis y reacciones
El TMS es un subproducto de la fabricación de clorosilanos, SiClx(CH3)4−x, mediante la "reacción directa" de cloruro de metilo con silicio. Los productos más útiles de esta reacción son aquellos con x = 1, 2, y 3.
El TMS sufre desprotonación tras el tratamiento con butillitio para dar (H3C)3SiCH2Li. Este último, trimetilsililmetillitio, es un agente de alquilación relativamente común.
Por deposición química de vapor, el TMS es el precursor del dióxido de silicio o carburo de silicio, dependiendo de las condiciones de estas deposiciones.

## Usos en espectroscopia de RMN
El tetrametilsilano es un patrón interno de referencia para la calibración de los desplazamientos químicos en la espectroscopia RMN de 1H, 13C and 29Si. Dado que los doce átomos de hidrógeno en una molécula de tetrametilsilano son equivalentes, su espectro RMN de 1H consiste en un singlete. Al desplazamiento químico de este singlete se le asigna el valor δ0.0, y todos los demás desplazamientos químicos se determinan en relación con él. La mayoría de los compuestos estudiados por espectroscopia de RMN de 1H absorben por debajo de la señal del TMS, por lo que normalmente no hay interferencia entre la referencia y la muestra.
Los espectros RMN rutinarios no siempre se referencian ahora al TMS, en cuyo caso los picos de disolvente residual pueden utilizarse para calibrar. El disolvente residual puede proceder de los procedimientos de síntesis, o como rastros de material no deuterado del propio disolvente de la RMN. Como los valores de los picos de referencia comunes han sido bien determinados, la adición del TMS ya no es una necesidad para los disolventes de RMN comerciales.
En un espectro RMN de 13C completamente desacoplado, el carbono en el tetrametilsilano aparece como un singlete, lo que permite una fácil identificación. El desplazamiento químico de este singlete se establece también que es δ0.0 en el espectro de 13C, y todos los demás desplazamientos químicos se determinan en relación con él.
Debido a su alta volatilidad, el TMS puede evaporarse fácilmente, lo cual es conveniente para recuperarlo de las muestras analizadas por espectroscopia de RMN. 